# Mikael Nalbandian
Mikael Nalbandian (Միքայել Նալբանդյան en armeni) (14 de novembre de 1829 - 12 d'abril de 1866) va ser un escriptor armeni que va dominar la literatura armènia del segle xix.

## Biografia
En gran part autodidacta, Nalbandian va provar el sacerdoci però ho va deixar aviat per anar a estudiar medicina a la Universitat de Moscou (1854-1858). En col·laboració amb Stepanos Nazaryan va fundar l'influent diari l'Aurora boreal (Hyusisapayl). Va viatjar extensament arreu d'Europa: Varsòvia, Berlín, París, Londres i Constantinoble, així com a l'Índia. Les seves activitats van conduir a la seva detenció i empresonament a Sant Petersburg pel govern Tsarista el 1862. Va ser acusat d'incitar sentiments anti-tsaristes amb la distribució de literatura propagandista, eventualment va ser exiliat (el 1865) a Kamixin, una àrea remota a més de 800 km. de Moscou, a la riba oest del Volga a l'óblast de Saràtov. Va morir de tuberculosi a la presó un any més tard.
A Rússia es va prohibir tenir quadres o imatges de Nalbandian; però els seus retrats, amb el seu poema, Llibertat, imprès als marges, van ser difosos en secret.
Una de les seves obres més importants és Mer Hairenik que el 1991 es va adoptar oficialment com a himne de la república democràtica d'Armènia.